# Fontaniva
Fontaniva est une commune italienne de la province de Padoue, dans la région Vénétie.

## Administration
| Période                                  | Période  | Identité            | Étiquette | Qualité |
| ---------------------------------------- | -------- | ------------------- | --------- | ------- |
| 1945                                     | 1946     | Luigi Crivellaro    |           |         |
| 1946                                     | 1951     | Ernesto De Poli     |           |         |
| 1951                                     | 1960     | Antonio Maggi       |           |         |
| 1960                                     | 1970     | Giuseppe Cattelan   |           |         |
| 1970                                     | 1980     | Silverio Silvello   |           |         |
| 1980                                     | 1983     | Angelo Antonello    |           |         |
| 1983                                     | 1987     | Floriano Ballotto   |           |         |
| 1987                                     | 1990     | Mario Girolimetto   |           |         |
| 1990                                     | 1992     | Emilio Zanon        |           |         |
| 1992                                     | 1995     | Lucia Lago          |           |         |
| 1995                                     | 2004     | Luciana Bertoncello |           |         |
| 15 juin 2004                             | En cours | Marcello Mezzasalma |           |         |
| Les données manquantes sont à compléter. |          |                     |           |         |

### Hameaux
Boschi, Casoni, Fontanivetta, Fratta, San Giorgio in Brenta.

### Communes limitrophes
Carmignano di Brenta, Cittadella, Grantorto, San Giorgio in Bosco.

### Jumelages
- Bartın (Turquie) depuis 2005 ;
- Amasra (Turquie) depuis 2005.